# Bonnœuvre

Localització de Bonnœuvre

Bonnœuvre (en bretó Banvre) és un municipi francès, situat a la regió de país del Loira, al departament de Loira Atlàntic, que històricament va formar part de la Bretanya. L'any 2006 tenia 554 habitants. Limita amb Saint-Mars-la-Jaille, Pannecé i Riaillé.

## Demografia
| 1962                                       | 1968 | 1975 | 1982 | 1990 | 1999 |
| ------------------------------------------ | ---- | ---- | ---- | ---- | ---- |
| 557                                        | 566  | 524  | 521  | 532  | 506  |
| Des de 1962: població sense dobles comptes |      |      |      |      |      |

## Administració
| Període | Identitat         | Partit        |
| ------- | ----------------- | ------------- |
| 2001-   | Jean-Yves Ploteau | Divers gauche |